# Arthur Peacocke
Arthur Robert Peacocke MBE (29 de novembro de 1924 - 21 de outubro de 2006) foi um teólogo anglicano e bioquímico britânico. 

## Biografia
Arthur Robert Peacocke nasceu em Watford em 29 de novembro de 1924. Ele foi educado na Watford Grammar School for Boys, Exeter College, Oxford (BA 1945, MA 1948, BSc 1947, DPhil 1948, DSc 1962, DD 1982) e na Universidade de Birmingham (DipTh 1960, BD 1971).
Ensinou na Universidade de Birmingham, de 1948 a 1959, quando foi nomeado Lecturer Universitário de Bioquímica na Universidade de Oxford e Fellow e Tutor do St Peter's College. Em 1960, ele foi licenciado como Leitor Leigo para a Diocese de Oxford e ocupou esse cargo até 1971, quando foi ordenado diácono e sacerdote, incomumente, ambos no mesmo ano. 
De 1973 a 1984, ele foi decano, companheiro e tutor e diretor de estudos em teologia da Clare College, Cambridge, tornando-se Doutor de Ciência (ScD) por incorporação da Universidade de Cambridge.
Em 1984, ele passou um ano como professor de estudos judaico-cristãos na Universidade de Tulane. Retornou a Oxford no ano seguinte, tornando-se diretor do Ian Ramsey Center, 1988 e novamente de 1995 a 1999. Foi nomeado capelão honorário da Christ Church, Oxford em 1988 e cônego honorário em 1994. Além de um ano em que foi Royden B. Davis Professor de Estudos Interdisciplinares na Universidade de Georgetown (1994), passou o resto de sua vida em Oxford, morando na St John Street, do outro lado da rua de outro teólogo eminente, Henry Chadwick.
Ele foi Pregador Dedicado antes da Universidade de Oxford em 1973 e 1975 e foi Lecturer Bampton em 1978. Foi Pregador Hulseano em Cambridge em 1976 e Professor Gifford em St Andrew's em 1993.
Entre as inúmeras nomeações subsidiárias de Peacocke, ele foi o Presidente do Fórum de Ciência e Religião de 1995 até sua morte, tendo sido anteriormente presidente (1972-78) e vice-presidente (1978-92). Foi membro acadêmico do Instituto de Religião na Era da Ciência em 1986. Foi diretor da Sociedade de Cientistas Ordenados 1987–92 e diretor emérito de 1992 até sua morte. Ele também foi vice-presidente da União Popular da Igreja Moderna e membro do conselho da Sociedade Europeia para o Estudo da Ciência e Teologia (Esssat).
Peacocke recebeu o Prêmio Lecomte du Noüy em 1983. Ele recebeu doutorados honorários da Universidade DePauw (DSc 1983) e da Universidade de Georgetown ( DLittHum 1991). Ele foi nomeado Membro da Mais Excelente Ordem do Império Britânico pela Rainha em 1993. Em 2001, ele foi agraciado com o Prêmio Templeton.
Arthur Peacocke casou-se com Rosemary Mann em 7 de agosto de 1948. Eles tiveram uma filha, Jane (nascida em 1953), e um filho que é o ilustre filósofo Christopher Peacocke. Eles também têm cinco netos e três bisnetos.

## Visões de Peacocke
Peacocke se identificou como panenteísta, em que teve o cuidado de distinguir de ser panteísta. Talvez ele seja mais conhecido por suas tentativas de argumentar rigorosamente que evolução e cristianismo não precisam estar em desacordo (ver Controvérsia entre criação e evolução). Ele é um dos mais conhecidos defensores teológicos da evolução teísta, como autor do ensaio "Evolution: The Disguised Friend of Faith?"
Arthur Peacocke descreve uma posição que é referida em outro lugar como antecipatória (em inglês, "front-loaded"), pelo fato de sugerir que a evolução é totalmente consistente com um Deus onisciente e onipotente que existe ao longo do tempo, estabelece condições iniciais e leis naturais, e sabe qual será o resultado. Uma implicação da posição particular de Peacocke é que todas as análises científicas dos processos físicos revelam as ações de Deus. Todas as proposições científicas são, portanto, necessariamente coerentes com as religiosas. 
Segundo Peacocke, o darwinismo não é um inimigo da religião, mas um amigo (daí o título de sua obra, "O Amigo Disfarçado"). Peacocke oferece cinco argumentos básicos em apoio à sua posição descrita abaixo. 

### Processo como imanência
O argumento de processo-como-imanência pretende lidar com a afirmação de Phillip Johnson de que o naturalismo reduz Deus a uma entidade distante. Segundo Peacocke, Deus cria continuamente o mundo e o sustenta em sua ordem e estrutura geral; Ele faz as coisas se fazerem. A evolução biológica é um exemplo disso e, segundo Peacocke, deve ser tomada como um lembrete da imanência de Deus. Isso nos mostra que "Deus é o Criador Imanente criando em e através dos processos da ordem natural". A evolução é a ação contínua de Deus no mundo. Todos os "processos revelados pelas ciências, especialmente a biologia evolutiva, são em si mesmos Deus-agindo-como-Criador".

### Acaso otimizando condições iniciais
O argumento do acaso otimizando condições iniciais é o seguinte: o papel do acaso na evolução biológica pode ser reconciliado com um criador que tem propósito, porque "existe uma interação criativa de 'acaso' e lei aparente na evolução da matéria viva pela seleção natural." Não há implicação metafísica do fato físico do "acaso"; a  aleatoriedade na mutação do DNA "não impede, por si só, que esses eventos exibam tendências regulares de manifestar propensões embutidas nos níveis mais altos de organismos, populações e ecossistemas". O acaso deve ser visto como "suscitando as potencialidades que o cosmos físico possuía ab initio".

### Processo aleatório de evolução como proposital
O argumento do processo aleatório de evolução como tendo propósito é talvez melhor considerado um complemento do argumento processo-como-imanência, e uma resposta direta às referências contínuas de Johnson à evolução como "sem propósito". Peacocke sugere 
que o processo evolutivo é caracterizado por propensões ao aumento de complexidade, processamento e armazenamento de informações, consciência, sensibilidade à dor e até autoconsciência… A forma física atual dos organismos em que essas propensões são atualizadas e instanciadas depende da história da confluência de cadeias de eventos díspares, incluindo a sobrevivência das extinções em massa que ocorreram.

### Mal natural como necessidade
O argumento do mal natural como necessidade significa uma resposta ao argumento filosófico clássico do Problema do Mal, que afirma que um Deus todo-poderoso, onisciente e beneficente não pode existir como tal porque o mal natural (deslizamentos de terra que esmagam as pernas de crianças inocentes, por exemplo) ocorre. Peacocke afirma que as capacidades necessárias para a consciência e, portanto, um relacionamento com Deus, também permitem que seus possuidores experimentem dor, conforme necessário para identificar lesões e doenças. Prevenir a experiência da dor impediria a possibilidade de consciência. Peacocke também adota um argumento oriental para o mal natural de que aquilo que foi feito deve ser desfeito para que uma nova realização ocorra; não há criação sem destruição. Para Peacocke, é necessário que os organismos deixem de existir para que outros entrem nela. Assim, dor, sofrimento e morte são males necessários em um universo que resultará em seres capazes de ter um relacionamento com Deus. Diz-se que Deus sofre com a Sua criação porque Ele ama a criação, conformando a divindade como sendo consistente com o Deus cristão. 

### Jesus como pináculo da evolução humana
O argumento de Jesus como pináculo da evolução humana proposto por Peacocke é de que Jesus Cristo é 
 a atualização da potencialidade [evolucionária], pode ser adequadamente considerada como a consumação dos propósitos de Deus já incompletamente manifestados na evolução da humanidade ... O paradigma do que Deus pretende para todos os seres humanos, agora revelado como tendo a potencialidade de responder a, de estar aberto a, de se unir a Deus. 
 Proposições semelhantes haviam sido colocadas anteriormente por escritores como C. S. Lewis (em Cristianismo Puro e Simples) e Teilhard de Chardin. 

### Relação entre teologia e tipologia científica
Na introdução de The Sciences and Theology in the Twentieth Century, Peacocke lista um conjunto de oito relacionamentos que poderiam cair sobre uma grade bidimensional. Esta lista é em parte uma pesquisa de deliberações que ocorreram na Conferência do Conselho Mundial de Igrejas sobre "Fé, Ciência e Futuro", Cambridge, Massachusetts, 1979. 
1. Ciência e teologia estão preocupadas com dois domínios distintos
  - A realidade é vista como uma dualidade, operando dentro do mundo humano, em termos de natural/sobrenatural, espaço-temporal/o eterno, a ordem da natureza/o reino da fé, o natural (ou físico)/o histórico, o físico-e-biológico/mente-e-espírito.
2. Ciência e teologia são abordagens interativas para a mesma realidade
  - A precisão dessa visão é amplamente e fortemente resistida entre aqueles que diferem em suas teologias
3. Ciência e teologia são duas abordagens não interativas distintas da mesma realidade
  - A ideia de que a teologia tenta responder à pergunta por que, enquanto a ciência tenta responder à pergunta como
4. Ciência e teologia constituem dois sistemas linguísticos diferentes
  - Cada um são dois "jogos de linguagem" distintos, cujas pré-condições lógicas não podem ter relação entre si, de acordo com a teoria tardia de Wittgenstein
5. Ciência e teologia são geradas por atitudes bem diferentes (em seus praticantes)
  - a atitude da ciência é a da objetividade e neutralidade lógica; a da teologia, do envolvimento e comprometimento pessoal
6. Ciência e teologia são subservientes aos seus objetos e só podem ser definidas em relação a eles
  - Ambas são disciplinas intelectuais moldadas por seu objeto (natureza ou Deus) ao qual direcionam sua atenção. Ambas incluem um fator confessional e um racional.[14]
7. Ciência e teologia podem ser integradas
8. A ciência gera uma metafísica em termos dos quais a teologia é formulada
  - Por exemplo, a metafísica de Alfred North Whitehead forma a base da teologia do processo